# ويليام د. سميث
ويليام د. سميث (بالإنجليزية: William D. Smith)‏ هو ضابط أمريكي، ولد في 9 فبراير 1933 في دنفر في الولايات المتحدة.